# Strnjenke
Strnjenke (znanstveno ime Lentinus) so rod gliv iz družine luknjark ( 	Polyporaceae).

## Seznam strnjenk Slovenije[2]
- rombasta strnjenka (Lentinus arcularius)
- zimska strnjenka (Lentinus brumalis)
- ščetinasta strnjenka (Lentinus substrictus)
- tigrasta strnjenka (Lentinus tigrinus)

## Galerija slik
- rombasta strnjenka
- zimska strnjenka
- ščetinasta strnjenka
- tigrasta strnjenka